# سیارک ۴۲۵۳۱
سیارک ۴۲۵۳۱ (به انگلیسی: 42531 McKenna، نامگذاری:1995LJ) چهل و دو هزار و پانصد و سی و یکمین سیارک کشف شده‌است که در ۵ ژوئن ۱۹۹۵ کشف شد.